# Enzo Fusco (cantante)
Enzo Fusco, all'anagrafe Lorenzo Marzio Pasquale Fusco (Lucca, 20 agosto 1888 – ...), è stato un cantante e chitarrista italiano.

## Biografia
Figlio di Carlo Fusco (di Sant'Agata de' Goti) e di Maria Teresa Folena (di Lucca), fu il primo di sette fratelli, quattro dei quali divennero apprezzati musicisti. Tarcisio, compositore, pianista e direttore d'orchestra, fu uno dei primi musicisti a dedicarsi ai rapporti tra la musica e il cinema dirigendo orchestre durante la proiezione di film muti. Antonio e Romeo furono rispettivamente violinista e percussionista. Infine Giovanni, il più giovane dei fratelli, fu compositore, pianista e direttore d'orchestra, e lavorò principalmente alla composizione di colonne sonore per film.
Giunto a Napoli per studiare canto, Enzo esordì da corista nell'operetta. Dopo il servizio militare riprese a studiare lirica, con Beniamino Gigli, all'Accademia Nazionale di Santa Cecilia a Roma e fece compagnia con Ettore Petrolini. Dotato di una voce da tenore, negli anni venti iniziò a registrare su gommalacca grandi liriche partenopee e famose canzoni patriottiche. Il suo primo disco fu realizzato il 19 novembre 1924 per la Società Italiana di Fonotipia, con la quale Fusco registrò fino al 20 aprile 1929, accompagnandosi alla chitarra nei brani tratti dal repertorio napoletano.
All'inizio del 1931 Fusco incise, per la Columbia, la canzone napoletana Dicitencello vuje, scritta nel 1930 dal suo omonimo poeta su musica di Rodolfo Falvo. Nel corso degli anni trenta collaborò con quasi tutte le case discografiche italiane e incise, insieme a Crivel, numerose canzoni fasciste e militari come Il condottiero, Giovinezza, Carovane del Tigrai, Ritorna il legionario, Canzone azzurra e Amba Alagi.

## Discografia parziale

### Singoli
- 19XX - Varca d’oro/Voce e chitarre (durium, T-71)
- 19XX - Signorinella/Paraviso e fuoco eterno (durium, T-74)
- 19XX - Guapparia/Sciantusella (durium, T-75)
- 19XX - Marechiare/Tanto pe' cantà (durium, T-76)
- 19XX - Stornelli neri/Stornellata abissina (Fonotecnica Fonola, A. 2922)
- 19XX - A Santa Lucia (Excelsius, T 6732)
- 19XX - Valzer "Trullallero" (Excelsius, MA 7158)
- 19XX - Inno (Excelsius, 20M363)
- 19XX - Perchê?/Maggio (Fonotipia, A 2775)
- 1924 - Valencia/Passione d'Apaches (Fonotipia, A - N. 152710)
- 1926 - Donne di Spagna/Fiocca la neve (Fonotipia, A - 168024)
- 1929 - 'O paese d'o' sole/Lacreme napulitane (Fonotipia, A - N. 152694)
- 1930 - Soldato ignoto/La leggenda del Piave (Odeon, 2054 A)
- 1930 - 'O paese d' 'o sole/Lacreme napulitane (Odeon, 2066 A)
- 1930 - Santa Lucia luntana/Core forestiero (Odeon, 2071 A)
- 1930 - Giovinezza/Il condottiero (Odeon, 2099 A)
- 1931 - O sole mio!/Maria Marì (Odeon, 2110 A)
- 1931 - Sona chitarra/Fenesta che lucive (Odeon, 2126 A)
- 1931 - Tornan le sernate/Torna a Surriento (Odeon, 2145 A)
- 1931 - Mare chiare/Core 'ngrato (Odeon, 2147 A)
- 1931 - Lucciole vagabonde/Miniera (Odeon, 2166 A)
- 1932 - Tormento/Signorinella (Excelsius, T 6728)
- 1971 - Dicitencello vuíe (Fratelli Fabbri Editori, Cal 68)